# Spinozaury
Spinozaury (Spinosauridae) – rodzina dużych teropodów z grupy tetanurów (Tetanurae).
Budowa ich szczęk i zębów pozwala sądzić, że ich głównym pożywieniem były ryby, chociaż mogły polować też na inne dinozaury. Wartość izotopu tlenu δ18Op zawartego w zębach Spinosauridae odpowiada obecnej u współwystępujących z nimi żółwi i krokodylomorfów, jest jednak niższa niż u innych teropodów, co dowodzi, że spinozaurydy prowadziły ziemnowodny tryb życia, a nie jedynie polowały w wodzie. Wartości izotopu tlenu w zębach Spinosaurus z Maroka i Tunezji nie są tak wyraźne jak u innych przedstawicieli Spinosauridae, co sugeruje, że spinozaur prowadził bardziej oportunistyczny tryb życia i mógł występować zarówno w siedliskach lądowych, jak i wodnych.
Nie jest jasne, czy spinozaury były głównie lądowymi drapieżnikami, czy raczej rybożercami, na co wskazywałyby ich wydłużone szczęki, stożkowate zęby i wysoko położone nozdrza. Alan Charig i Angela Milner zasugerowali rybożerność barionyksa. Jedyne wskazówki co do diety spinozaurów pochodzą z Europy i Ameryki Południowej. Odnaleziono barionyksa z rybimi łuskami i kośćmi młodego iguanodona w żołądku, podczas gdy odkryta w Ameryce Południowej kość pterozaura ze śladami zębów dowodzi, że spinozaury czasami zjadały te latające archozaury. Nie jest jednak pewne, czy teropody polowały na pterozaury, czy pożywiały się ich padliną
Spinozaury dzielą się na dwie podrodziny: spinozaury (Spinosaurinae) i barionyksy (Baryonychinae).

## Galeria

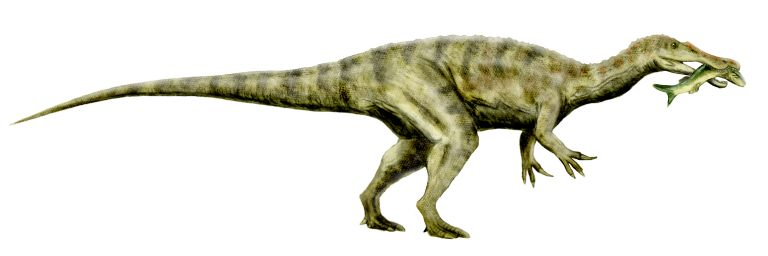
Barionyks

## Filogeneza
Kladogram rodziny Spinosauridae
| Baryonychinae | \| \| Baryonyx \| \| \| \| \| \| Cristatusaurus \| \| \| \| \| \| Suchomimus \| \| \| \| |
|               | \| \| Baryonyx \| \| \| \| \| \| Cristatusaurus \| \| \| \| \| \| Suchomimus \| \| \| \| |
|               | Baryonyx                                                                                 |
|               |                                                                                          |
|               | Cristatusaurus                                                                           |
|               |                                                                                          |
|               | Suchomimus                                                                               |
|               |                                                                                          |

|  | Baryonyx       |
|  |                |
|  | Cristatusaurus |
|  |                |
|  | Suchomimus     |
|  |                |

| Baryonychinae | \| \| Baryonyx \| \| \| \| \| \| Cristatusaurus \| \| \| \| \| \| Suchomimus \| \| \| \| |
|               | \| \| Baryonyx \| \| \| \| \| \| Cristatusaurus \| \| \| \| \| \| Suchomimus \| \| \| \| |
|               | Baryonyx                                                                                 |
|               |                                                                                          |
|               | Cristatusaurus                                                                           |
|               |                                                                                          |
|               | Suchomimus                                                                               |
|               |                                                                                          |

|  | Baryonyx       |
|  |                |
|  | Cristatusaurus |
|  |                |
|  | Suchomimus     |
|  |                |